# Världsbanken

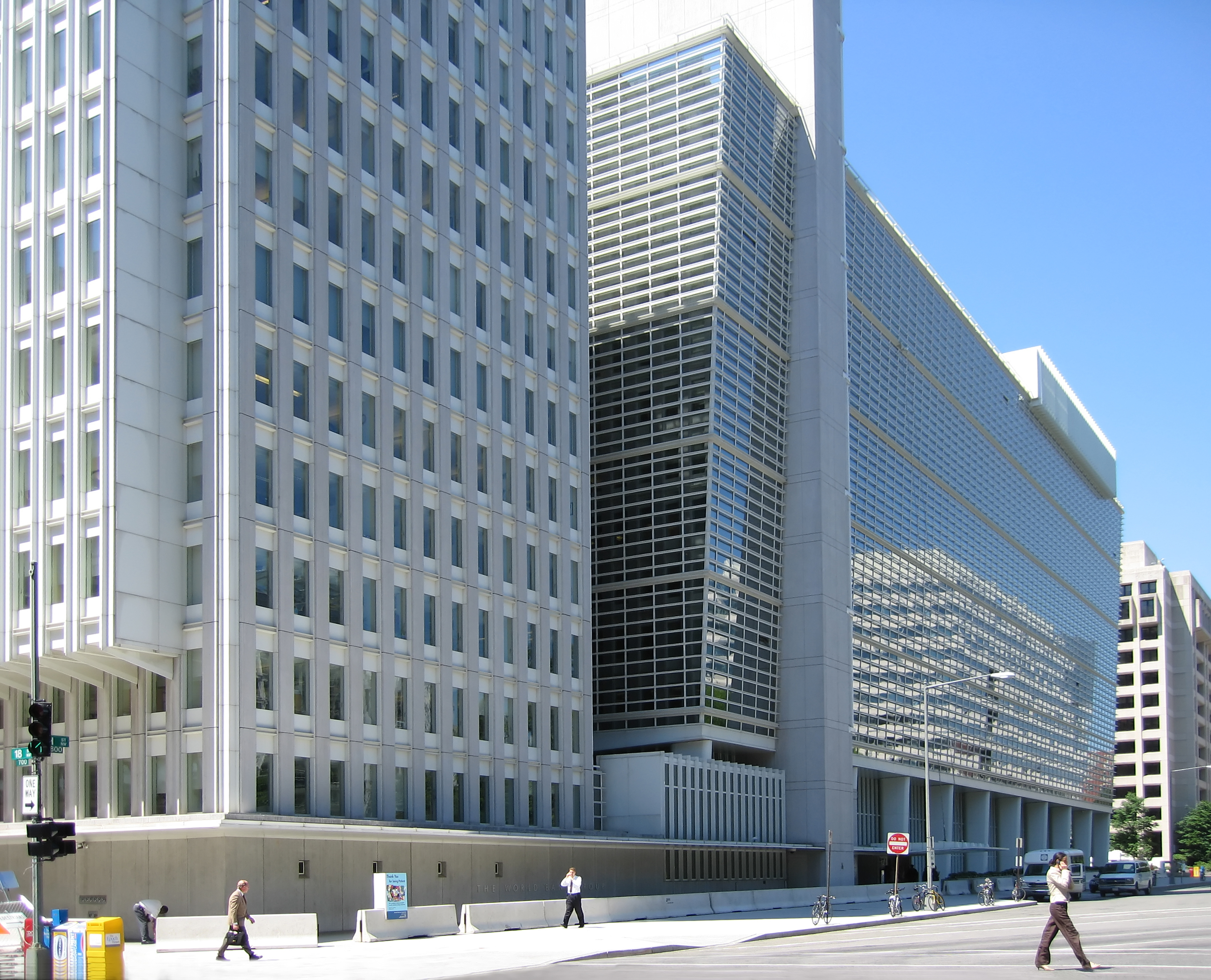
Världsbankens byggnad i Washington D.C.

Världsbanken, World Bank Group, (WBG), är en fristående överstatlig organisation som samverkar inom ramen för FN:s ekonomiska och sociala råd. Den består av fem internationella organisationer som är ansvariga för att finansiellt bistå och ge råd åt länder i syftet att främja ekonomisk utveckling och utrota fattigdom. De fem organen är:
- International Bank for Reconstruction and Development (IBRD)
- International Finance Corporation (IFC)
- International Development Association (IDA)
- Multilateral Investment Guarantee Agency (MIGA)
- International Centre for Settlement of Investment Disputes (ICSID)

Termen "Världsbanken" syftar ofta på IBRD och IDA, medan Världsbanksgruppen ofta åsyftar hela gruppen av institutioner.
Banken skapades vid Bretton Woodskonferensen i USA 1944, där Internationella banken för återuppbyggnad och utveckling (International Bank for Reconstruction and Development, IBRD) skapades för att stödja återuppbyggnaden av Europa och Japan efter andra världskriget. Men eftersom Marshallplanen kom att bidra med extern finansiering för Europa så blev IBRD:s uppgift i viss mån överflödig. Därför riktades bankens lån till andra delar av världen, där behovet var stort. Med avkolonialiseringen blev behovet av stöd än mer påtagligt och 1960 bildades International Development Association (IDA) som ett komplement till IBRD. Sedan dess har banken utvecklats till Världsbanksgruppen, med en rad uppgifter inom långivning till länder som är i behov av ekonomisk utveckling.
Världsbanksgruppens högkvarter finns i Washington D.C. och den ägs genom ett kooperativ av medlemsstaterna. Den är vinstinriktad, men vinsten går till att bekämpa fattigdomen. Medlemskap ger vissa rösträttigheter som alla stater har gemensamt. Utöver dessa röster finns det grader av inflytande som varierar med storleken på bidragen. USA har, som den största ägaren i banken, den största andelen röster, cirka 15 procent. USA innehar även rätten att nominera ordförande till Världsbanken, något som genom åren fått viss kritik, bland annat från Europa. Europa har dock rätten att välja ordförande till bankens systerorganisation Internationella Valutafonden (IMF).

## Strukturellt anpassningsprogram
Strukturella anpassningsprogram (SAP) är policys som implementeras av Internationella valutafonden (IMF) och Världsbanken i utvecklingsländer. De krav på policyförändringar som kommer med SAP är förutsättningarna för att beviljas nya lån från IMF och Världsbanken, eller för att få sänkta räntekostnader på redan existerande lån. SAP-policys har som avsikt att förändra länders ekonomier till att bli mer marknadsorienterade genom privatiseringar av det statliga ägandet(exempelvis statliga företag, skolor, sjukhus, vattenverk), nedskärningar i offentlig sektor (utbildning, hälso- och sjukvård med mera), skattesänkningar (inkomster och tullar).
I slutet på 1980-talet rapporterade Unicef hur de strukturella anpassningsprogrammen orsakade försämrad hälsa, näringsintag och utbildningsnivå för tiotals miljoner barn i Asien, Latinamerika och Afrika ("reduced health, nutritional and educational levels for tens of millions of children in Asia, Latin America, and Africa").
Sedan slutet av 1990-talet har exempelvis Världsbanken talat om fattigdomsbekämpning som en målsättning. Kritiken mot de strukturella anpassningsprogrammens krav på införande av fri marknad och att låneländernas möjligheter att delta i processen varit begränsad har medfört att länder som är föremål för SAP uppmuntras att utarbeta strategidokument för att minska fattigdomen, så kallade Poverty Reduction Strategy Papers (PRSPs). PRSP har kommit att ersätta SAP, med målet att den det ökade möjligheterna till deltagande från låneländernas sida kommer innebära större gensvar för de program som ska sjösättas som motprestation till lånen som ges, och därmed resultera i en bättre finanspolitik. PRSP:s innehåll och utformning är dock tämligen lika de av banken tidigare formulerade strukturella anpassningsprogrammen. Kritiker hävdar att likheterna visar hur banken och långivarna fortfarande är alltför involverade i lånelandets politiska beslutsprocess.

## Världsbankchefer
Traditionellt sett har bankens ordförande alltid varit en amerikansk medborgare utsedd av USA, som är den största aktieägaren i banken (verkställande direktör för Internationella valutafonden har alltid varit en europé). De nominerade kan tjänstgöra i fem år, vilket kan förnyas. Medan de flesta av Världsbankens ordförande har haft bankerfarenhet, har vissa inte haft det.
| Ämbetstid | Namn                 |
| --------- | -------------------- |
| 1946      | Eugene Meyer         |
| 1947–1949 | John Jay McCloy      |
| 1949–1962 | Eugene R. Black      |
| 1963–1968 | George D. Woods      |
| 1968–1981 | Robert McNamara      |
| 1981–1986 | Alden W. Clausen     |
| 1986–1991 | Barber B. Conable    |
| 1991–1995 | Lewis T. Preston     |
| 1995–2005 | James Wolfensohn     |
| 2005–2007 | Paul Wolfowitz       |
| 2007–2012 | Robert Zoellick      |
| 2012–2019 | Jim Yong Kim         |
| 2019      | Kristalina Georgieva |
| 2019–     | David Malpass        |

## Kritik

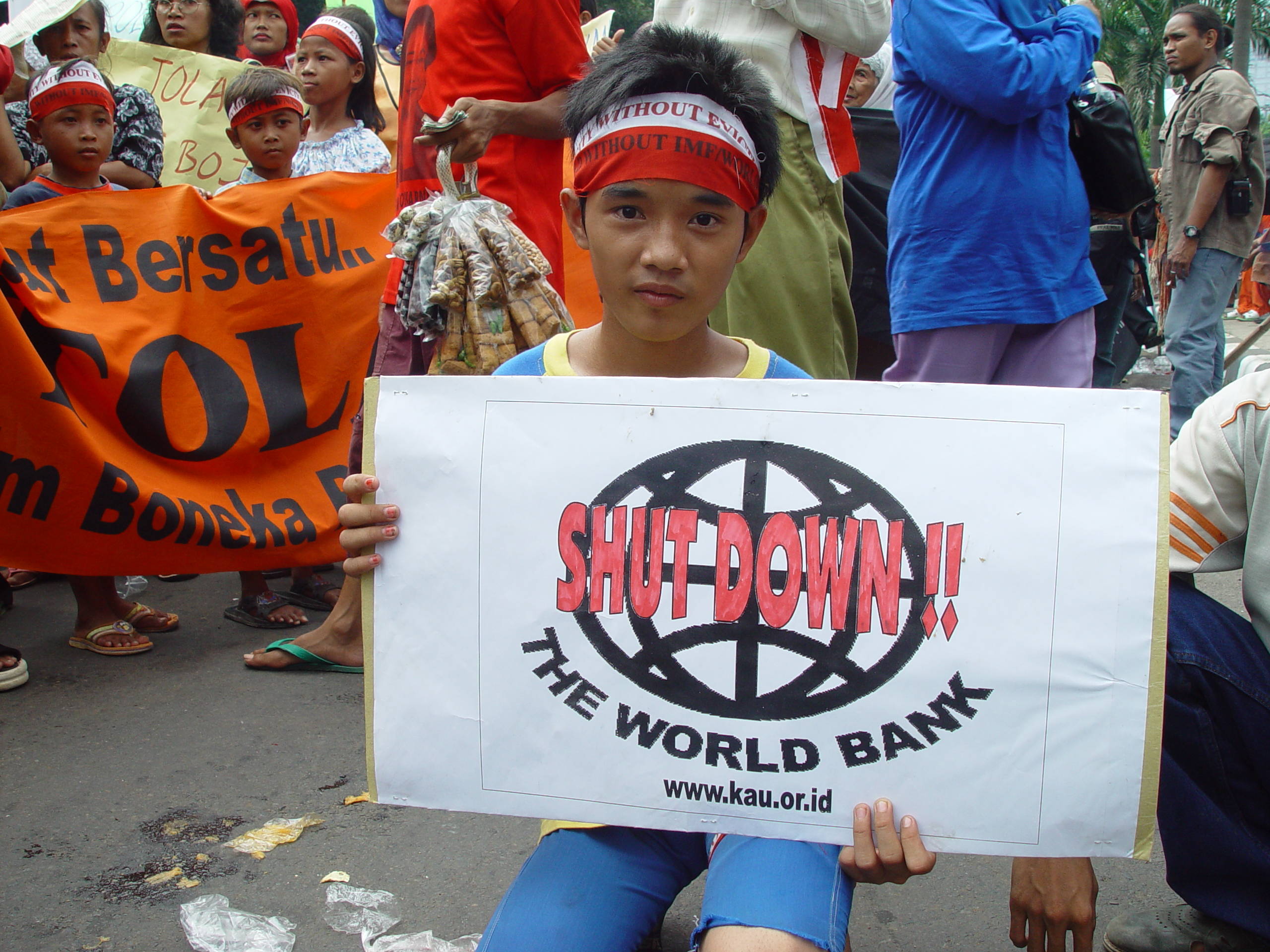
Protester i Jakarta mot Världsbanken.

Världsbanken har vid ett flertal tillfällen blivit kritiserat av olika anledningar.
För det första har USA vetorätt på alla beslut som fattas. Kritiker har pekat på handlingar ansedda vara till för att stödja USA:s egna intressen. Exempel på metoder är att lånade summor är omöjliga att återbetala. Pengarna går till projekt som endast gynnar en liten, ofta rik, del av befolkningen. Dessa projekt utförs ofta med hjälp av utländska eller amerikanska företag och gynnar på så sätt inte befolkningen i det berörda landet.
1968 bistod världsbanken Ecuador med stora lån. 1998 hade fattigdomen på 30 år stigit från 50 % till 70 %, arbetslösheten växte från 15 % till 70 % och statsskulden hade växt från 240 miljoner dollar till 16 miljarder dollar. år 2000 gick 50 % av Ecuadors BNP till att betala statsskulden.
1999 insisterade Världsbanken på att Bolivia skulle sälja vattensystemet i den tredje största staden till det amerikanska företaget Bechtel i det som kallas vattenkriget i Bolivia. Vattenpriset steg med över 100 procent, men avtalet bröts efter stora protester.